# التحالف من أجل التغيير (فنزويلا)
التحالف من أجل التغيير (بالإسبانية: Alianza para el Cambio) هو حزب سياسي فنزويلي يقع على يسار الوسط من الطيف السياسي. وأضفى الطابع الرسمي على تسجيله في المجلس الوطني للانتخابات في 1 أغسطس 2013.
أسسه أندريس أفلينو ألفاريز وريكاردو سانشيز موخيكا وكارلوس فارغاس الذين كانوا في السابق نوابًا وطنيين للمائدة المستديرة للوحدة الديمقراطية بعد الانتخابات البرلمانية لعام 2010. غادروا المائدة المستديرة للوحدة الديمقراطية بعد انتخابات 2012 الرئاسية.
في الأصل في معارضة الرئيس نيكولاس مادورو انضم الحزب منذ ذلك الحين إلى جبهة القطب الوطني العظيم.